# شوتا هاسونوما
شوتا هاسونوما (انگلیسی: Shota Hasunuma؛ زادهٔ ۱۵ اکتبر ۱۹۹۳) بازیکن فوتبال اهل ژاپن است.